# Ophiarachnella ramsayi
Ophiarachnella ramsayi är en ormstjärneart som först beskrevs av Bell 1888.  Ophiarachnella ramsayi ingår i släktet Ophiarachnella och familjen Ophiodermatidae. Inga underarter finns listade i Catalogue of Life.